# Трухачевка (Липецкая область)
Труха́чевка — деревня Хлевенского района Липецкой области России. Входит в состав Ворон-Лозовского сельсовета.

## География
Расположен в пределах Средне-Русской возвышенности в подзоне лесостепи, на берегу реки Лазовка, в 1,5 километра от южной окраины села Ворон-Лозовка. К востоку через 2,5 км Лазовка впадает в реку Воронеж.
Уличная сеть
Лесная, Морозовка, Песчаная и Сосновая.

## История и название
Основана в 1690-e гг. служилым человеком Иваном Трухачевским, имя которого сохранилось в названии селения.

## Население
| 1859 | 2009 | 2010 |
| ---- | ---- | ---- |
| 293  | ↘16  | ↗22  |

## Инфраструктура
Личное подсобное хозяйство.

## Транспорт
Остановка общественного транспорта «Трухачёвка».